# 1889 w sztukach plastycznych
Wydarzenia w sztukach plastycznych i wizualnych w 1889 roku.

## Malarstwo

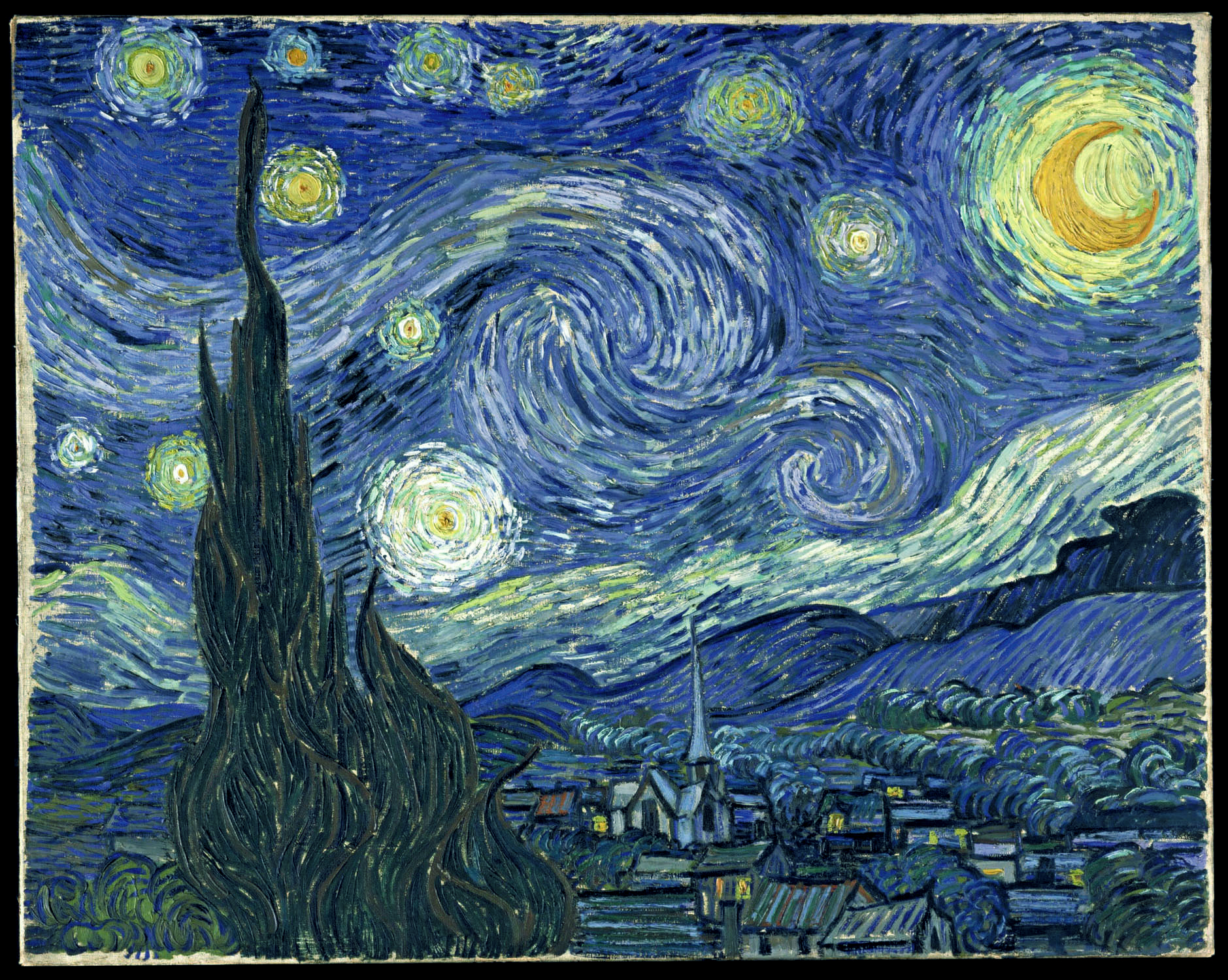
Vincent van Gogh Gwiaździsta noc

- Julian Fałat

Odpoczynek myśliwych w lesie – olej na płótnie, 58x119 cm
- Paul Gauguin

Autoportret z żółtym Chrystusem – olej na płótnie, 38x46 cm
Bonjour, Monsieur Gauguin
La Belle Angéle
Pejzaż z Bretanii
Rodzina Schuffenegger
Zbieracze – olej na płótnie, 87,5x123 cm
Zielony Chrystus  – olej na płótnie, 92x73 cm
Żółty Chrystus – olej na płótnie, 92,1x73 cm
- Vincent van Gogh

Gwiaździsta noc
Autoportret z zabandażowanym uchem (styczeń, Arles) – olej na płótnie, 60x49 cm
Widok Arles (Kwitnący sad z topolami na pierwszym planie) (kwiecień, Arles) – olej na płótnie, 72x92 cm
Dziedziniec szpitala w Arles (kwiecień, Arles) – olej na płótnie, 73x92 cm
Irysy (Kosaćce) (maj, Saint-Remy) – olej na płótnie, 71x93 cm
Zielony łan pszenicy z cyprysem (czerwiec, Saint-Remy) – olej na płótnie, 73,5x92,5cm
Dwa cyprysy (czerwiec, Saint-Remy) – olej na płótnie, 93,3x74 cm
Łan zboża z cyprysami (koniec czerwca, Saint-Remy) – olej na płótnie, 73x93,5 cm
Gaj oliwny (połowa czerwca, Saint-Remy) – olej na płótnie, 72x92 cm
Autoportret (wrzesień, Saint-Remy) – olej na płótnie, 65x54 cm
Sypialnia van Gogha w Arles (początek września, Saint-Remy) – olej na płótnie, 73x92 cm
- Jacek Malczewski

Trzy malarstwa
- Jan Matejko

Zaprowadzenie chrześcijaństwa R.P. 965
- Georges Seurat

Wieża Eiffel'a – olej na płótnie, 24x15,2 cm
- Leon Wyczółkowski

Rybak niosący raki – olej na płótnie

## Rysunek
- Vincent van Gogh

Łan zboża z cyprysami (czerwiec, Saint-Remy) – czarna kreda i piórko, 47x62 cm

## Urodzeni
- 11 maja - Paul Nash (zm. 1946), brytyjski malarz
- 3 sierpnia – Otto Gutfreund (zm. 1927), czeski rzeźbiarz i rysownik
- 1 listopada – Hannah Höch (zm. 1978), niemiecka artystka awangardowa
- 12 grudnia – Ragnhild Keyser (zm. 1943), norweska malarka
- 26 grudnia – Ragnhild Kaarbø (zm. 1949), norweska malarka
- Stanisława Centnerszwerowa (zm. 1943), polska malarka żydowskiego pochodzenia

## Zmarli
- 6 października – Jules Dupré (ur. 1811), francuski malarz
- 22 grudnia - Édouard Baldus (ur. 1813), francuski fotograf
- 24 grudnia - Elizabeth Twining (ur. 1805), brytyjska malarka, ilustratorka i botaniczka
- 31 grudnia - Joseph Coomans (ur. 1816), belgijski malarz i ilustrator